# Stewart Innes
Stewart Innes, né le 20 mai 1991, est un rameur britannique.

## Palmarès

### Championnats d'Europe
- 2015, à Poznań ( Pologne)
  -  Médaille d'argent en Huit